# 2021-es PDC-dartsvilágbajnokság
A 2021-es PDC-dartsvilágbajnokság (2021 PDC World Darts Championship) 2020. december 15-e és 2021. január 3-a között került megrendezésre a londoni Alexandra Palace-ban. Ez volt a 28. PDC-dartsvilágbajnokság melyet a Professional Darts Corporation rendezett, miután 1994-től különvált a British Darts Organisationtől.
A címvédő a skót Peter Wright volt, miután a 2020-as döntőben 7–3-ra győzött a holland Michael van Gerwen ellen.
A PDC 2020 novemberében jelentette be, hogy a koronavírus-járvány ellenére a világbajnokságot korlátozott számú néző beengedésével rendezik meg, eredetileg kijelölt helyszínén. Végül az első napot leszámítva, a járványhelyzet súlyosbodása miatt a tornát nézők nélkül bonyolították le.
Az első fordulóban Diogo Portela ellen vereséget szenvedő Steve Beaton - a BDO-nál játszott világbajnokságokat is beleértve -  30. világbajnokságán vett részt, amivel megdöntötte Phil Taylor rekordját.
A torna során egyetlen pozitív koronavírus-esetet regisztráltak, így az első fordulóban Martijn Kleermaker nem tudott kiállni Cameron Carolissen ellen, aki így játék nélkül jutott tovább.
James Wade a harmadik fordulóban kilencnyilas leget dobott a Stephen Bunting ellen 4–2-re elvesztett mérkőzésén, így öt év után először fordult elő, hogy valaki tökéletes leget ért el a világbajnokságokon.
A világbajnokságot Gerwyn Price nyerte, aki ezzel a világranglistán is átvette a vezetést. A skót Gary Andersont győzte le 7-3 arányban a döntőben.

## Díjazás
A torna teljes díjazása az előző évhez hasonlóan 2 500 000 angol font volt. A vb-győztes 500 000 fontot kapott, a döntős 200 000 fonttal lett gazdagabb.
| Helyezés (játékosok száma) | Helyezés (játékosok száma) | Díjazás (teljes: £2,500,000) |
| -------------------------- | -------------------------- | ---------------------------- |
| Világbajnok                | (1)                        | £500,000                     |
| Döntős                     | (1)                        | £200,000                     |
| Elődöntő                   | (2)                        | £100,000                     |
| Negyeddöntő                | (4)                        | £50,000                      |
| Negyedik kör               | (8)                        | £35,000                      |
| Harmadik kör               | (16)                       | £25,000                      |
| Második kör                | (32)                       | £15,000                      |
| Első kör                   | (32)                       | £7,500                       |

## Résztvevők
A PDC Order of Merit világranglistája alapján az első 32 versenyző kiemeltként csak a második fordulóban kezdte meg szereplését, míg a Pro Tour ranglista és a különböző selejtezők által kvalifikáltak az első fordulóban.
| Order of Merit világranglista Második kör (kiemeltek) 1. Michael van Gerwen (Negyeddöntő) 2. Peter Wright (Harmadik kör) 3. Gerwyn Price (Világbajnok) 4. Michael Smith (Második kör) 5. Rob Cross (Második kör) 6. Nathan Aspinall (Harmadik kör) 7. James Wade (Harmadik kör) 8. Dave Chisnall (Elődöntő) 9. Dimitri Van den Bergh (Negyedik kör) 10. Ian White (Második kör) 11. Daryl Gurney (Negyeddöntő) 12. Glen Durrant (Negyedik kör) 13. Gary Anderson (Döntő) 14. José de Sousa (Harmadik kör) 15. Krzysztof Ratajski (Negyeddöntő) 16. Joe Cullen (Negyedik kör) 17. Jonny Clayton (Harmadik kör) 18. Simon Whitlock (Harmadik kör) 19. Mervyn King (Negyedik kör) 20. Mensur Suljović (Harmadik kör) 21. Adrian Lewis (Második kör) 22. Chris Dobey (Harmadik kör) 23. Jeffrey de Zwaan (Második kör) 24. Jermaine Wattimena (Harmadik kör) 25. Danny Noppert (Harmadik kör) 26. Stephen Bunting (Elődöntő) 27. Vincent van der Voort (Negyedik kör) 28. Jamie Hughes (Második kör) 29. Devon Petersen (Negyedik kör) 30. Brendan Dolan (Harmadik kör) 31. Gabriel Clemens (Negyedik kör) 32. Ricky Evans (Harmadik kör) | Pro Tour ranglista Első kör 1. Damon Heta (Első kör) 2. Ryan Searle (Negyedik kör) 3. Dirk van Duijvenbode (Negyeddöntő) 4. Ross Smith (Második kör) 5. Madars Razma (Második kör) 6. Ryan Joyce (Második kör) 7. Martijn Kleermaker (Első kör) 8. Kim Huybrechts (Harmadik kör) 9. Jeff Smith (Második kör) 10. William O'Connor (Második kör) 11. Steve Lennon (Második kör) 12. Jason Lowe (Harmadik kör) 13. Maik Kuivenhoven (Első kör) 14. Derk Telnekes (Első kör) 15. Darius Labanauskas (Második kör) 16. Mickey Mansell (Második kör) 17. Adam Hunt (Harmadik kör) 18. Max Hopp (Második kör) 19. Scott Waites (Második kör) 20. Andy Boulton (Második kör) 21. Ryan Murray (Második kör) 22. Keegan Brown (Második kör) 23. Steve Beaton (Első kör) 24. Luke Woodhouse (Első kör) 25. Luke Humphries (Első kör) 26. Callan Rydz (Második kör) 27. Mike De Decker (Első kör) 28. Ron Meulenkamp (Második kör) 29. Steve West (Második kör) 30. Wayne Jones (Második kör) 31. Andy Hamilton (Első kör) 32. John Henderson (Második kör) | Nemzetközi kvalifikáción kijutottak listája Első kör - Lisa Ashton – PDC Women's Series (Első kör) - Danny Baggish – CDC USA Series (Harmadik kör) - James Bailey – DPA Pro Tour (Első kör) - Keane Barry – PDC Development Tour (Első kör) - Bradley Brooks – A 2020-as ifjúsági világbajnokság győztese (Első kör) - Matt Campbell – CDC Canadian Series (Első kör) - Cameron Carolissen – Afrikai selejtező (Második kör) - Matthew Edgar – UK Tour Card Holders' Qualifier (Második kör) - David Evans – PDC Challenge Tour (Első kör) - Amit Gilitwala – Az Indiai Darts Szövetség szabadkártyájával (Első kör) - Dmitrij Gorbunov - EADC Qualifier (Első kör) - Deta Hedman – PDC Women's Series (Első kör) - Lourence Ilagan – Ázsiai selejtező (Első kör) - Marko Kantele – A Balti és a skandináv államknak rendezett selejtező győztese (Első kör) - Nick Kenny – UK Tour Card Holders' Qualifier (Második kör) - Boris Krčmar – Kelet-európai selejtező - Nico Kurz – Superleague Germany - Daniel Larsson – A Balti és a skandináv államknak rendezett selejtező győztese (Első kör) - Danny Lauby – CDC Continental Cup (Első kör) - Jamie Lewis – UK Tour Card Holders' Qualifier (Második kör) - Paul Lim – Ázsiai (Hongkong) selejtező (Második kör) - Chengan Liu – Kínai selejtező (Első kör) - Gordon Mathers – DPA Pro Tour (Első kör) - Ryan Meikle – PDC Development Tour (Első kör) - Diogo Portela – Dél-Amerika képviseletében (Második kör) - Haupai Puha – DPNZ Order of Merit (Első kör) - Karel Sedláček – Rest of World Tour Card Holder's Qualifier (Első kör) - Edward Foulkes – A japán bajnokság győztese (Második kör) - Szuzuki Toru – Ázsiai (Japán) selejtező (Első kör) - Ciarán Teehan – UK Tour Card Holders' Qualifier (Első kör) - Di Zhuang – Ázsiai (Kína) selejtező (Első kör) - Niels Zonneveld – Rest of World Tour Card Holder's Qualifier (Első kör) |

## Ágrajz
A 2020. december 3-ai sorsolást a Sky Sports News élőben közvetítette.

### Döntők
|  | Negyeddöntők (öt nyert szettig) január 1. | Negyeddöntők (öt nyert szettig) január 1. | Negyeddöntők (öt nyert szettig) január 1. |                      |                       | Elődöntők (hat nyert szettig) január 2. | Elődöntők (hat nyert szettig) január 2. | Elődöntők (hat nyert szettig) január 2. |  |  | Döntők (hét nyert szettig) január 3. | Döntők (hét nyert szettig) január 3. | Döntők (hét nyert szettig) január 3. |  |
|  |                                           |                                           |                                           |                      |                       |                                         |                                         |                                         |  |  |                                      |                                      |                                      |  |
|  | 1                                         | Michael van Gerwen 98.29                  | 0                                         |                      |                       |                                         |                                         |                                         |  |  |                                      |                                      |                                      |  |
|  | 1                                         | Michael van Gerwen 98.29                  | 0                                         |                      |                       |                                         |                                         |                                         |  |  |                                      |                                      |                                      |  |
|  | 8                                         | Dave Chisnall 107.34                      | 5                                         |                      |                       |                                         |                                         |                                         |  |  |                                      |                                      |                                      |  |
|  | 8                                         | Dave Chisnall 107.34                      | 5                                         |                      | Dave Chisnall 98.57   | Dave Chisnall 98.57                     | 3                                       |                                         |  |  |                                      |                                      |                                      |  |
|  |                                           |                                           |                                           |                      | Dave Chisnall 98.57   | Dave Chisnall 98.57                     | 3                                       |                                         |  |  |                                      |                                      |                                      |  |
|  |                                           |                                           | Gary Anderson 100.03                      | Gary Anderson 100.03 | 6                     |                                         |                                         |                                         |  |  |                                      |                                      |                                      |  |
|  | 13                                        | Gary Anderson 101.07                      | Gary Anderson 100.03                      | Gary Anderson 100.03 | 6                     | 5                                       |                                         |                                         |  |  |                                      |                                      |                                      |  |
|  | 13                                        | Gary Anderson 101.07                      |                                           |                      |                       |                                         |                                         |                                         |  |  |                                      |                                      |                                      |  |
|  |                                           | Dirk van Duijvenbode 94.29                | 1                                         |                      |                       |                                         |                                         |                                         |  |  |                                      |                                      |                                      |  |
|  |                                           | Dirk van Duijvenbode 94.29                | 1                                         | Gary Anderson 94.25  | Gary Anderson 94.25   | 3                                       |                                         |                                         |  |  |                                      |                                      |                                      |  |
|  |                                           |                                           |                                           |                      |                       |                                         |                                         |                                         |  |  |                                      |                                      |                                      |  |
|  |                                           |                                           | Gerwyn Price 100.08                       | Gerwyn Price 100.08  | 7                     |                                         |                                         |                                         |  |  |                                      |                                      |                                      |  |
|  | 15                                        | Krzysztof Ratajski 97.58                  | Gerwyn Price 100.08                       | Gerwyn Price 100.08  | 7                     | 3                                       |                                         |                                         |  |  |                                      |                                      |                                      |  |
|  | 15                                        | Krzysztof Ratajski 97.58                  |                                           |                      |                       |                                         |                                         |                                         |  |  |                                      |                                      |                                      |  |
|  | 26                                        | Stephen Bunting 101.01                    | 5                                         |                      |                       |                                         |                                         |                                         |  |  |                                      |                                      |                                      |  |
|  | 26                                        | Stephen Bunting 101.01                    | 5                                         |                      | Stephen Bunting 96.38 | Stephen Bunting 96.38                   | 4                                       |                                         |  |  |                                      |                                      |                                      |  |
|  |                                           |                                           |                                           |                      | Stephen Bunting 96.38 | Stephen Bunting 96.38                   | 4                                       |                                         |  |  |                                      |                                      |                                      |  |
|  |                                           |                                           | Gerwyn Price 100.92                       | Gerwyn Price 100.92  | 6                     |                                         |                                         |                                         |  |  |                                      |                                      |                                      |  |
|  | 3                                         | Gerwyn Price 96.36                        | Gerwyn Price 100.92                       | Gerwyn Price 100.92  | 6                     | 5                                       |                                         |                                         |  |  |                                      |                                      |                                      |  |
|  | 3                                         | Gerwyn Price 96.36                        |                                           |                      |                       |                                         |                                         |                                         |  |  |                                      |                                      |                                      |  |
|  | 11                                        | Daryl Gurney 96.25                        | 4                                         |                      |                       |                                         |                                         |                                         |  |  |                                      |                                      |                                      |  |

### Döntő
| Döntő: Best of 13 sets Bíró: Paul Hinks Alexandra Palace, London, Anglia, 2021. január 3. |                      |                  |
| (13) Gary Anderson                                                                        | 3 – 7                | Gerwyn Price (3) |
| 2–3, 3–1, 1–3, 1–3, 1–3, 0–3, 3–2, 2–3, 3–2, 2–3                                          |                      |                  |
| 94.25                                                                                     | Átlag (3 nyíl)       | 100.08           |
| 56                                                                                        | 100+-os dobás        | 62               |
| 22                                                                                        | 140+-os dobás        | 27               |
| 10                                                                                        | 180-as dobás         | 13               |
| 170                                                                                       | Legmagasabb kiszálló | 161              |
| 2                                                                                         | 100+-os kiszálló     | 3                |
| 26.87%                                                                                    | Kiszálló átlag       | 45.61%           |

## Legmagasabb mérkőzésátlagok a tornán
| #  | Játékos               | Forduló | Átlag  | Eredmény |
| -- | --------------------- | ------- | ------ | -------- |
| 1  | Michael van Gerwen    | 2       | 108.98 | Győzelem |
| 2  | Dave Chisnall         | QF      | 107.34 | Győzelem |
| 3  | Michael van Gerwen    | 3       | 106.85 | Győzelem |
| 4  | Dimitri Van den Bergh | 2       | 105.61 | Győzelem |
| 5  | Dirk van Duijvenbode  | 3       | 104.09 | Győzelem |
| 6  | Kim Huybrechts        | 1       | 104.05 | Győzelem |
| 7  | José de Sousa         | 3       | 103.62 | Vereség  |
| 8  | Mervyn King           | 3       | 103.47 | Győzelem |
| 9  | Ian White             | 2       | 102.35 | Vereség  |
| 10 | Dimitri Van den Bergh | 4       | 102.17 | Vereség  |

## Televíziós közvetítések
| Ország          | Csatorna            |
| --------------- | ------------------- |
| AUS             | Fox Sports          |
| AUT · GER · SUI | Sport1, DAZN        |
| BEL             | VTM                 |
| BRA             | DAZN                |
| CRO             | Sportska Televizija |
| CZE · SVK       | Nova Sport          |
| EST · LAT · LTU | TV3 Sport           |
| HUN             | Sport1, Sport2      |
| ITA             | DAZN                |
| NED             | RTL7                |
| NZL             | Sky Sport           |
| POL             | TVP Sport           |
| GBR · IRL       | Sky Sports Darts †  |

† A Sky Sports Aréna a torna ideje alatt Sky Sports Darts néven futott.